# Істомін Яків Олексійович
Яків Олексійович Істомін (1887 , Харків  — 1939 , Красноярський край ) — більшовик, організатор освіти на Уралі. Депутат Луганської міської думи (1917). Нарком народної освіти ДКР (1918). Член РСДРП та ВКП(б).

## Біографія
Яків Істомін народився в 1887 році в Харкові в селянській сім'ї (за іншими даними в сім'ї пекаря).
Перебував у РСДРП з 1904 по 1909 роки. За участь у Першій Російській революції був засуджений до 2 років в'язниці. Через арешт втратив зв'язок з організацією.
З 1905 по 1914 працював учителем. Закінчив три курси історико-філологічного факультету Харківського університету.
З 1917 був працівником органів народної освіти Луганська, Царицина, Харкова та Москви. Служив у Червоній армії, був соратником Климента Ворошилова. У 1917 році вступив до РКП(б). У червні 1917 року увійшов до складу редколегії щоденної газети «Донецький пролетар». 6 серпня 1917 року пройшов за списками більшовиків у Луганську міську думу.
У березні — квітні 1918 року був членом Луганської Ради народних комісарів Донецько-Криворізької республіки, обійнявши посаду наркома народної освіти. У 1920 році як начальник Донецького губернського відділу народної освіти сприяв відкриттю в Луганську Художнього музею мальовничої культури та Луганського культурного музею.
У лютому 1921 року як уповноважений Наркомата закордонних справ Української РСР у Москві підписав Додатковий договір до мирного договору між Українською соціалістичною радянською республікою та Литовською демократичною республікою. Станом на листопад 1921 року був завідувачем відділу дипломатичних відносин НКІС УРСР.
У 1924 відряджений у Свердловськ і призначений завідувачем Уральського обласного відділу народної освіти. Був президентом Уральського товариства любителів природознавства. З 1924 по 1927 був редактором таких видань як «Уральський вчитель», «Записки Уральського товариства любителів природознавства» (пізніше «Краєзнавство на Уралі»), «Інформаційний бюлетень краєзнавчої роботи на Уралі». Працював в Уральському обласному бюро краєзнавства. Крім того, був депутатом обласної Ради робітників, селянських та червоноармійських депутатів. Член облвиконкому та Ревізійної комісії обкому ВКП(б).
З 1927 року — завідувач сектору культури та побуту в Уральській обласній плановій комісії. Заступник голови облплану. У 1932 упродовж п'яти місяців був заступником голови Уральської філії Академії наук (УФАН). У 1934 переїхав до Москви, де увійшов до Комісії радянського контролю.
Істомін один із авторів першого та другого п'ятирічних планів розвитку народного господарства Уралу за розділом «Культурне будівництво».
18 серпня 1937 року було заарештовано та звинувачено за статтями 58.7 (протидія нормальної діяльності державних установ) та 58.11 (активні дії або активна боротьба проти робітничого класу та революційного руху) Кримінального кодексу РРФСР. Тоді ж був виключений із партії. Через рік, 21 січня 1938 року, засуджений Військовою колегією Верховного суду СРСР до 10 років таборів та п'яти років поразки у політичних правах. Помер 1939 року в норильських таборах. Місце поховання невідоме. Реабілітований 21 квітня 1956 «за відсутністю складу злочину».